# Nicky Gooch
Pour les articles homonymes, voir Gooch.
Nicholas John "Nicky" Gooch, né le 30 janvier 1973 à Roehampton, dans le Grand Londres est un patineur de vitesse sur piste courte britannique. Il a participé à quatre éditions des Jeux olympiques entre 1992 et 2002, remportant la médaille de bronze au 500 mètres de Lillehammer en 1994. Gooch a été également médaillé à trois reprises dont une fois individuellement lors des Championnats du monde. Après son  retrait de la compétition, il est devenu un des entraîneurs de l'équipe nationale britannique.

## Carrière
Nicky Gooch participe aux épreuves de patinage de vitesse sur piste courte aux Jeux olympiques de 1992, où il représente la Grande-Bretagne sur les deux distances masculines, le 1 000 mètres et le relais. Cependant, il n'y obtient pas de médaille.
Gooch remporte la médaille de bronze du 500 mètres aux Jeux olympiques de 1994. Il s'agit de la première médaille olympique obtenue par le Royaume-Uni en patinage de vitesse, quelle que soit la longueur de la piste ou de la course. Cependant, Wilf O'Reilly avait raflé deux médailles lors des épreuves de patinage de vitesse sur piste courte aux Jeux olympiques de 1988, sans obtenir de reconnaissance particulière car le sport était à l'époque une discipline de démonstration.
Nicky Gooch participe enfin aux Jeux olympiques de 2002 et 2006.
Après sa carrière de patineur de vitesse sur piste courte, Nicky Gooch s'engage en tant qu'entraîneur au sein de son équipe nationale : il s'occupe des patineurs lors des Jeux olympiques de Turin, Vancouver et Sotchi.

## Hommages et postérité
Nicky Gooch est invité à l'émission britannique Breakfast en 2011 pour y parler de sa médaille olympique.